# Patricia Jacomella-Bonola
Patricia Jacomella-Bonola (* 29. September 1952 in Genf) ist eine Schweizer Malerin, Fashion Designerin und Installationskünstlerin, die  für ihre wertkritischen Installationen und Performances bekannt ist.

## Leben
Patricia Jacomella-Bonola hat von 1970 bis 1974 Modedesign am Istituto Marangoni
in Mailand studiert. Von 1980 bis 1984 absolvierte sie die Accademia di Belle Arti di Brera in Mailand. Und von 1988 bis 1989 besuchte sie die Scuola Internazionale di Grafica di Venezia in Venedig.

## Werk
Jacomella-Bonola befasst sich mit Wertkritik, indem sie die Ausstellungsbesucherinnen und -besucher auf den Fetischcharakter alltäglicher Objekte und Verhältnisse hinweist. Sie realisierte wertkritische Installationen bzw. Performances
in der Montserrat Gallery in New York (Cultural-Exchange, 1993), in der Shedhalle Zürich (Performance im Box, 1995), im Institute of Contemporary Art Tirana in Albanien (One Way Money, 2001), in der Kunsthalle Luzern (Kaufen Sie neue Werte, 2003), im Museo Cantonale d’Arte Lugano (The Wondershop, 2003; The Contract, 2004), im Kunstmuseum Luzern (Die Erde, ein Geburtsrecht, „Zentralschweizer Kunstschaffen“, 2004), im Museo Cantonale d’Arte Lugano (100 : 100 = 100, 2005), im La Rada Locarno (The Convertible Entrance Ticket, 2006) und im Cabaret Voltaire Zürich (Diploma Honoris Causa, 2007).
Von 1991 bis 2011 bildete Jacomella-Bonola mit Maria Walther zusammen das Künstlerteam J & W Management Consulting; der Titel bezieht sich ironisch auf die Kapitalisierung des Kunstmarktes. Mit Walther stellte sie so 1995 im Warteck pp in Basel das J&W Change Office, ein Wechselbüro für künstlerische Aktionswerte auf. Auch stellte sie mit ihr 2002 mit einem Förderpreis von Pro Helvetia beim Bostoner TransCulturalExchange aus.

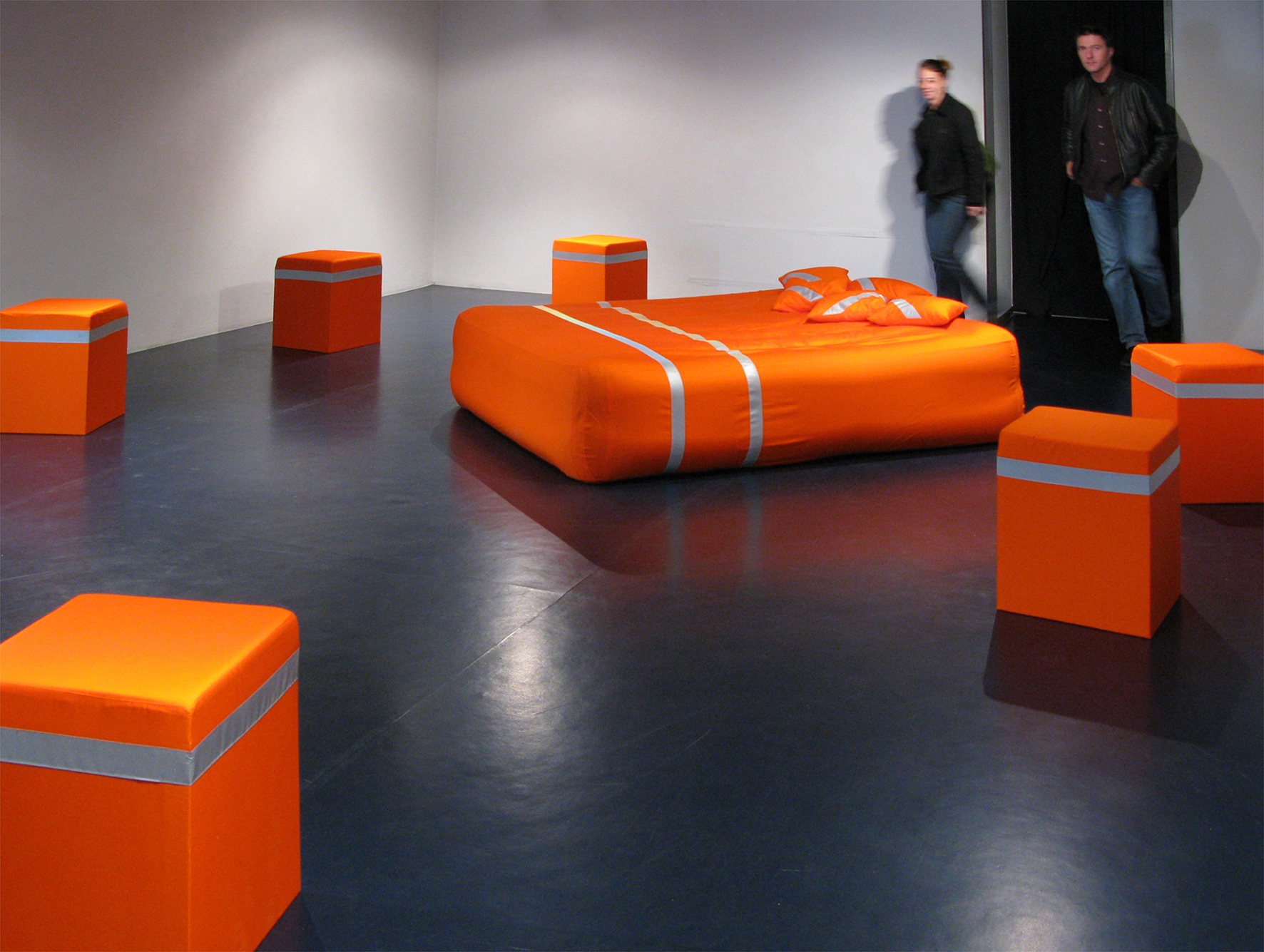
Smoking, 2008, Art Label J&W, Pinacoteca Casa Rusca, Locarno

2008 entstand die Installation Smoking mit der Ausstellung „La pittura e l’Oltre“ in der Pinacoteca Casa Rusca Locarno, bestehend aus Matratze, sechs Hockern mit Stoff mit hoher Sichtbarkeit und reflektierenden Bändern. Idee war, dass aus dem Bericht der Zentren für Seuchenbekämpfung hervorgeht, dass der Tabakkonsum eng mit dem Arbeitsplatz und auch mit der Art des Handels verbunden ist: Die wichtigsten Tabakkonsumenten sind die Maurer und Mitarbeiter der Bau- und Gastronomiebranche. Paradoxerweise bezieht sich das Wort „Rauchen“ im Englischen auch auf den Smoking, eine Art Galaanzug, der nur am Abend getragen wird. Er wurde in der englischen High Society geboren und von Männern in Raucherzimmern – verboten für Frauen – getragen, um das Kleid vor Tabakgeruch zu bewahren.
Auch 2008 realisierte sie als Künstlerduo mit Maria Walther die Installation und Performance Quarantine. Es stellte sich die Fragen: „Was sind die Spuren, die die Pest der Vergangenheit im Verlauf der Geschichte bis heute hinterlassen hat? Und was sind heute die Verbindungen zwischen der Pest der Vergangenheit und der Pest der Gegenwart?“ Während der Ausstellung wurde der Raum für zeitgenössische Kunst Bluvanoni unter Quarantäne gestellt. Das Gebäude war isoliert und mit einer großen schwarzen Plane bedeckt, so dass zwölf ausgewählte Künstler in einer unbelasteten Umgebung arbeiten konnten und Antworten auf die Zukunft von Gesellschaft, Kultur und Kunst fanden. Um Kontaminationen während der Ausstellung zu vermeiden, wurde der Besucher aufgefordert, eine Nasenmundmaske aufzusetzen, die frei außerhalb des Gebäudes verteilt wurde.
2017 war sie Atelierstipendiatin des Kantons Zug in New York City.

## Ausstellungen
- Mit Elena Ghielmini: Scai da pèll. Lugano: Gaggini-Bizzozero, 1982. OCLC 636246537
- Pierluigi Alberti, Jean-Marc Bühler, Gabi Fluck, Patricia Jacomella-Bonola, Dina Moretti-Regazzi: esposizione delle opere di 5 artisti della Sezione Ticino presso la Galleria SPSAS, Palazzo Morettini a Locarno, dall'8 giugno al 7 luglio 1991. 1991. OCLC 635964097
- Cultural-Exchange. Montserrat Gallery in New York, 1993.[4]
- Performance im Box. Shedhalle Zürich, 1995.[4]
- Vier Erfahrungen = Quattro esperienze: Patricia Jacomella Bonola, Ivano Facchinetti, Sergio Morello, Willi Nussbaum. 1996. OCLC 634303604
- 214 km. Galleria SPSAS, Locarno 6. Juni bis 5. Juli 1998. 1998. OCLC 1038541292
- One Way Money. Institute of Contemporary Art Tirana in Albanien, 2001.[4]
- Kaufen Sie neue Werte. Kunsthalle Luzern, 2003.[4]
- The Wondershop, Museo Cantonale d’Arte Lugano, 2003.[4]
- The Contract, Museo Cantonale d’Arte, Lugano 2004.[4]
- Mit Brita Polzer und Maria Walther: J & W management consulting: an intercultural exchange. Zürich: Pro Helvetia, 2004. ISBN 9783907622940
- Die Erde, ein Geburtsrecht[8]. Kunstmuseum Luzern: Zentralschweizer Kunstschaffen, 2004.
- 100 : 100 = 100. Museo Cantonale d’Arte Lugano, 2005.[4]
- The Convertible Entrance Ticket. La Rada, Locarno, 2006.[4]
- Diploma Honoris Causa[9]. Cabaret Voltaire, Zürich, 2007.
- Et Tu, Art Brute? Andrew Edlin Gallery, 212 Bowery, New York, 2017/2018.[10]
- The Outsider Art Fair, 125 West 18th Street, New York, 2018.[10]
- Pequod[11], Billing Bild Gallery, Baar, 2018.[10]
- Au coucher du soleil, Exhibition Space, Zug, 2018.[10]
- Statement. Io, artista.[12] Spazio Espositivo Ex-Macello, Lugano, 2018.
- Mutazioni-In difesa della natura. Arte Riva Maroggia, 2018.[10]
- Frisch Verpackt, Shedhalle Zug, 2018.[10]
- Utopie I: Offline[13], Kornschütte Luzern, 2018.
- Priisnagel Fotografie, Kunsthaus Grenchen, 2018.[10]
- Illuminate Licht und Kunst Festival, Zug, 2018.[10]
- Clytemnestra[14], Schaufenster am Hirschenplatz, Zug, 2019.
- is-maA - The Sound of Cairo[15], Shedhalle Zug, 2020.
- Mutant[16], Les Jours des Ephémères, Mokka-Rubin, Olten, 2020
- ZEIT_fragmente[17], mit Markéta Jàchimovà, Kunstraum Hochdorf, 2021.
- The Party's over: Welcome Darkness![18], mit Nina Stähli, MACT/CACT Museo e Centro d’Arte Contemporanea Ticino, Bellinzona, 2022.